# Crisis humanitaria

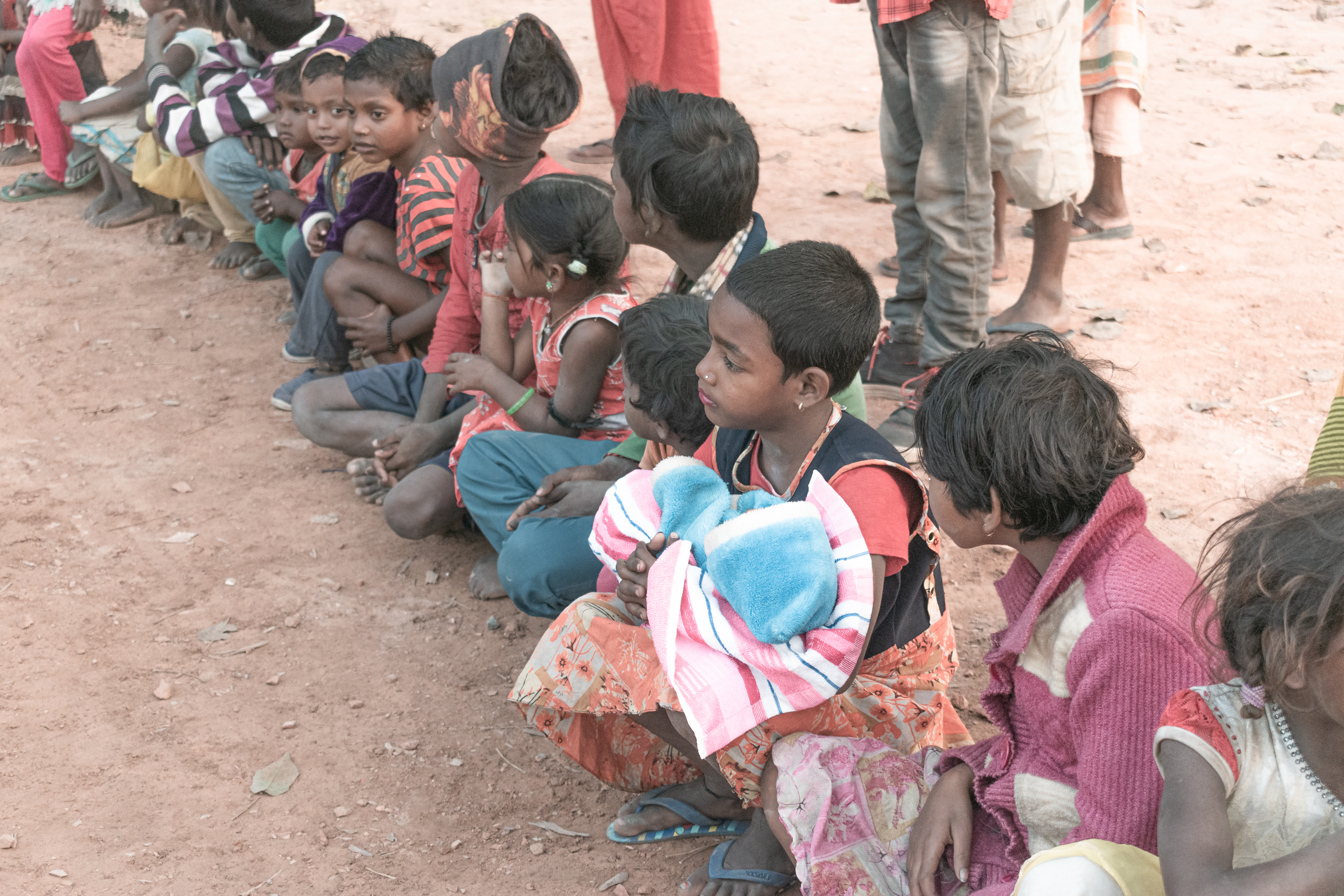
Crisis humanitaria en Bengala

Una crisis humanitaria es una situación de emergencia en la que se prevén necesidades masivas de ayuda humanitaria en un grado muy superior a lo que podría ser habitual, y que si no se suministran con suficiencia, eficacia y diligencia, desemboca en una catástrofe humanitaria.
Surge por el desplazamiento de refugiados, la necesidad de atender a un número importante de víctimas de una situación que supera las posibilidades de los servicios asistenciales locales, bien por la magnitud del suceso (incluso en países desarrollados como el del huracán Katrina en los EE. UU.), bien por la precariedad de la situación local (lo habitual en los países subdesarrollados).
Las causas pueden ser crisis políticas (guerra internacional o civil, persecución de una minoría), crisis ambientales, que a su vez pueden ser previsibles (malas cosechas por sequía, plagas o en todo caso mala planificación), que pueden producir hambrunas), poco previsibles (huracanes, monzones) o totalmente imprevisibles (terremotos, tsunamis). Cabe destacar que, las mayores causas de crisis humanitarias en el mundo son productos de crisis políticas donde no solo destacan acciones que no generan el repunte de la economía sino cuyos gobiernos se encuentran plagados de burocracia y corrupción.
Los enfoques basados en dinero en efectivo se han convertido en una estrategia cada vez más común para brindar asistencia humanitaria. Una revisión sistemática examinó la eficacia, eficiencia e implementación de estos enfoques en entornos de emergencia humanitaria. Dicha revisión resumió la evidencia de cinco evaluaciones de impacto, 10 estudios de eficiencia, y 108 estudios de barreras y ventajas en la implementación de asistencia humanitaria basada en transferencias de efectivo.
Los resultados de la revisión indican que las transferencias monetarias no condicionadas y los cupones alimenticios pueden mejorar la seguridad alimentaria de los hogares afectados por conflictos, inseguridad alimentaria y sequía. Asimismo, las transferencias monetarias conducen a mayores mejoras en la diversidad y calidad de la dieta que las transferencias de alimentos, aunque estas últimas tienen más éxito en aumentar la ingesta calórica per cápita. Por último, las transferencias monetarias tienen un menor costo por beneficiario que los cupones, los que a su vez tienen un menor costo por beneficiario que la distribución de alimentos en especie.

## Incoherencia semántica
Los términos crisis humanitaria y catástrofe humanitaria están asentados en los organismos internacionales, y por ello se utilizan mucho en los medios de comunicación y literatura especializada en el humanitarismo. Si nos atenemos a las actuales definiciones del Diccionario de la lengua española (de la Real Academia Española), desde el punto de vista semántico es una contradicción en sus propios términos, ya que humanitario (del latín humanĭtas, -ātis) es lo que mira o se refiere al bien del género humano; benigno, caritativo, benéfico o bien lo que tiene como finalidad aliviar los efectos que causan la guerra u otras calamidades en las personas que las padecen..[cita requerida]
La manera de resolver esa paradójica expresión es entenderla como elipsis, de modo que signifique crisis "que precisa ayuda" humanitaria.[cita requerida]
Expresiones alternativas, como crisis humana, o catástrofe humana, que también pueden dar problemas de coherencia dependiendo del contexto en que se apliquen, se utilizan menos.